# Cristóbal Colón (incrociatore)
L'incrociatore corazzato Cristóbal Colón della Armada Española era stato inizialmente costruito per la Regia Marina con il nome di Giuseppe Garibaldi e sarebbe stato capoclasse dell'omonima classe. Durante la sua costruzione venne venduto alla Spagna e ribattezzato Cristóbal Colón, nome con cui è conosciuto in Spagna il navigatore genovese Cristoforo Colombo. 

## Servizio nella Armada Española
La nave venne consegnata agli spagnoli a Genova nel 1896 nell'imminenza della guerra ispano-americana senza avere ancora montato le artiglierie principali a causa dell'embargo britannico (i cannoni erano di produzione inglese), cosa che ne diminuì notevolmente le capacità di combattimento; per salvare le apparenze vennero sostituiti da pezzi di legno a forma di cannone.
Il contratto prevedeva l'acquisto di una seconda unità che avrebbe dovuto chiamarsi Pedro de Aragón.
È stata una delle navi che componevano la squadra dell'ammiraglio Cervera durante la guerra ispano-americana e venne affondato a Santiago di Cuba nel 1898 durante la battaglia navale di Santiago de Cuba.
Il Cristóbal Colón, che era l'unica nave che avrebbe potuto mettersi in salvo essendo la più veloce di entrambe le flotte, fu la terza unità ad uscire il 3 luglio 1898 dalla baia di Santiago di Cuba e con la sua velocità riuscì ad allontanarsi dalle navi statunitensi, ma dopo aver consumato il carbone di miglior qualità, quando fu costretto ad utilizzare il carbone di qualità più scadente che era stato imbarcato a Santiago di Cuba, perse velocità e venne raggiunto dalle navi degli Stati Uniti.
Il comandante dell'unità, il Capitano di Vascello Emiliano Díaz-Moreu y Quintana, diede ordine di autoaffondare la nave mediante l'apertura delle valvole di fondo inondandola di acqua alla foce del Río Turquino, a circa 90 Chilometri dalla baia di Santiago. Fu la nave spagnola meno danneggiata ed oggi il pezzo meglio conservato della flotta dell'ammiraglio Cervera. Il Cristóbal Colón, di fatto, rimase praticamente indenne. Gli statunitensi tentarono di recuperarlo per incorporarlo nella propria Marina, ma per la precipitazione non tennero conto che l'equipaggio spagnolo avesse aperto le valvole di fondo per affondarlo, con la conseguenza che la nave si ribaltò andando perduta definitivamente.
L'affondamento del Cristóbal Cólon fu l'emblema dell'improvvisazione e della cattiva pianificazione della squadra navale spagnola avendo inviato un'ottima nave da guerra senza le artiglierie principali in un combattimento nel quale in queste condizioni non avrebbe potuto fare nulla. L'affondamento del Cristóbal Cólon è descritto (in modo notevolmente romanzato) da Salgari nel romanzo La capitana dello Yucatan.